# Evgenij Markov
Evgenij Stanislavovič Markov (in russo Евгений Станиславович Марков?; San Pietroburgo, 7 luglio 1994) è un calciatore russo, attaccante dell'Ural.

## Caratteristiche tecniche
È un centravanti.

## Carriera
Cresciuto nelle giovanili dello Zenit San Pietroburgo, ha esordito con la seconda squadra il 15 luglio 2013 in un match pareggiato 3-3 contro il Tosno.

## Statistiche

### Presenze e reti nei club
Statistiche aggiornate al 26 maggio 2019.
| Stagione            | Squadra             | Campionato          | Campionato | Campionato | Coppe nazionali | Coppe nazionali | Coppe nazionali | Coppe continentali | Coppe continentali | Coppe continentali | Altre coppe | Altre coppe | Altre coppe | Totale | Totale | Totale |
| Stagione            | Squadra             | Comp                | Pres       | Reti       | Comp            | Pres            | Reti            | Comp               | Pres               | Reti               | Comp        | Pres        | Reti        | Pres   | Reti   |        |
| ------------------- | ------------------- | ------------------- | ---------- | ---------- | --------------- | --------------- | --------------- | ------------------ | ------------------ | ------------------ | ----------- | ----------- | ----------- | ------ | ------ | ------ |
| 2013-2014           | Zenit-2             | PPF                 | 15         | 5          | CR              | 0               | 0               |                    | -                  | -                  |             | -           | -           | 15     | 5      |        |
| 2014-2015           | Enisej              | PFN                 | 17         | 4          | CR              | 1               | 1               |                    | -                  | -                  |             | -           | -           | 18     | 5      |        |
| 2015-gen. 2016      | Zenit-2             | PFN                 | 15         | 1          | CR              | 0               | 0               |                    | -                  | -                  |             | -           | -           | 15     | 1      |        |
| Totale Zenit-2      | Totale Zenit-2      | Totale Zenit-2      | 30         | 6          |                 | 0               | 0               |                    | -                  | -                  |             | -           | -           | 30     | 6      |        |
| gen.-giu. 2016      | Tosno               | PFN                 | 13         | 5          | CR              | 0               | 0               |                    | -                  | -                  |             | -           | -           | 13     | 5      |        |
| 2016-2017           | Tosno               | PFN                 | 21         | 8          | CR              | 2               | 0               |                    | -                  | -                  |             | -           | -           | 23     | 8      |        |
| 2017-gen. 2018      | Tosno               | PL                  | 19         | 8          | CR              | 2               | 0               |                    | -                  | -                  |             | -           | -           | 21     | 8      |        |
| Totale Tosno        | Totale Tosno        | Totale Tosno        | 53         | 21         |                 | 4               | 0               |                    | -                  | -                  |             | -           | -           | 57     | 21     |        |
| gen.-giu. 2018      | Dinamo Mosca        | PL                  | 6          | 1          | CR              | 0               | 0               |                    | -                  | -                  |             | -           | -           | 6      | 1      |        |
| 2018-2019           | Dinamo Mosca        | PL                  | 29         | 3          | CR              | 1               | 1               |                    | -                  | -                  |             | -           | -           | 30     | 4      |        |
| Totale Dinamo Mosca | Totale Dinamo Mosca | Totale Dinamo Mosca | 35         | 4          |                 | 1               | 1               |                    | -                  | -                  |             | -           | -           | 36     | 5      |        |
| Totale carriera     | Totale carriera     | Totale carriera     | 135        | 35         |                 | 6               | 2               |                    | -                  | -                  |             | -           | -           | 141    | 37     |        |